# Surattha margherita
Surattha margherita là một loài bướm đêm trong họ Crambidae.